# Código Internacional de Ética Jornalística
O Código Internacional de Ética Jornalistica é um documento ético-deontológico que proclama os princípios internacionais da ética no jornalismo e que assegura que o dever supremo do jornalista é servir a causa do direito a uma informação verídica e autêntica através duma dedicação honesta à realidade objectiva e duma exposição responsável dos factos no seu devido contexto, destacando as suas relações essenciais e é um documento que tem o fim de orientar as formulações deontológicas a serem adotadas pelos códigos de ética jornalistica a nível de cada país.

## História
O documento foi aprovado em Paris no dia 20 de novembro de 1983, durante a realização da  quarta reunião consultiva de organizações internacionais e regionais de jornalistas, cuja realização foi coordenada pela UNESCO.